# لاری آبراهامز
لاری آبراهامز (انگلیسی: Laurie Abrahams؛ زادهٔ ۳ آوریل ۱۹۵۳) یک بازیکن فوتبال اهل انگلستان است.
از باشگاه‌هایی که در آن بازی کرده‌است می‌توان به چارلتون اتلتیک اشاره کرد.